# Igeldo
Igeldo (en espagnol Igueldo) est une municipalité rurale dans la province du Guipuscoa, au Pays basque (Espagne) située sur le sommet d'une colline éponyme.
Igeldo est une vaste zone géographique située à l'ouest du centre urbain de Saint-Sébastien, entre la plage d'Ondarreta et la ville d'Orio. Il possède un petit noyau urbain à caractère rural et une vaste zone avec une faible population répartie dans les fermes et chalets. Les igeldotar comptent un peu plus de 1 000 habitants.

## Histoire
Igeldo existait déjà en tant que village quand, en 1180, a été fondée la ville de Saint-Sébastien. Par la carta puebla accordée par le roi Sanche VI le Sage de Navarre à la nouvelle ville, Igeldo a été inclus dans le territoire juridictionnel de ville. Par conséquent, le quartier appartient à la juridiction de Saint-Sébastien depuis la fondation de celle-ci.
Henri II de Castille, ordonna en 1379 que les habitants d'Igeldo soient des habitants de Saint-Sébastien. Malgré cette dépendance historique, Igeldo a toujours maintenu son propre conseil, une paroisse indépendante, un territoire balisé, la propriété et jouissance propre de ses montagnes, l'administration économique de ses revenus, tout cela indépendant de Saint-Sébastien. Conformément à la loi municipale de 1845, Igeldo a été constitué en commune, a eu un maire avec une mairie indépendante. Mais cela n'a duré que 6 ans, revenant dans le giron de Saint-Sébastien en 1851.
Depuis environ 1991 les habitants d'Igeldo se battent pour constituer leur quartier en une commune indépendante de Saint-Sébastien. Au début des années 1990 a été créé Itxas Aurre (« face à la mer »), un collectif favorable à l'indépendance d'Igeldo. Ce groupe a effectué une série d'études pour voir si la création d'une commune igeldotar (gentilé d'Igeldo) serait viable et après avoir obtenu une réponse positive a organisé un référendum. En 1994, ils ont mené à bien un référendum par lequel 62,5 % des électeurs se sont montrés favorables à la scission.
Bien qu'Igeldo remplisse les conditions exigées pour être constituée en commune (viabilité socio-économique, ensemble urbain différencié et séparé, etc.), le manque d'appui politique a empêché cette éventualité, puisque la plupart des partis politiques majoritaires (PNB, PSE, PP et EA) s'y opposaient. Les igeldotar n'ont eu que le soutien d'Ezker Batua-Berdeak et de Herri Batasuna. En février 1995 Itxas Aurre a négocié la demande de scission auprès de la mairie de Saint-Sébastien. Pendant cette négociation, les juntes générales de Guipuscoa ont approuvé en avril 1995 une nouvelle norme qui établissait un minimum de 2 500 habitants pour permettre la création d'une nouvelle commune, norme créée ad hoc pour éviter cette scission comme commençait à le faire le quartier d'Itziar (es) contre Deba. La mairie de Saint-Sébastien a alors appliqué la norme avec des effets rétroactifs et a rejeté la scission, en ne la traitant pas devant les juntes générales du Guipuscoa, jugeant que c'est l'institution qui doit finalement approuver la scission.
A commencé alors une longue bataille légale Itxas Aurre recourant à l'application rétroactive de la norme ainsi que la norme statutaire elle-même. En 1998 le Tribunal suprême du Pays basque et en 2003 le Tribunal suprême ont donné raison à Itxas Aurre. La bataille juridique est encore ouverte. Comme solution intermédiaire et compromis, la mairie de Saint Sébastien a approuvé la création d'une entité locale plus petite à Igeldo, avec maire de quartier et capacité de gestion urbaine, mais non encore matérialisée.

## Rues du quartier
- Agiti, Chemin de / Agiti Bidea
- Amezti, Rue de / Amezti Kalea

Le phare d'Igeldo à Saint-Sébastien. Photo prise du sommet d'Igeldo.

- Arritxulo, Chemin de / Arritxulo Bidea
- Buztinzuri, Chemin de / Buztinzuri Bidea
- Cristóbal Balenciaga, Allée de / Kristobal Balenziaga Pasealekua
- Etume, Chemin de / Etumeko Bidea
- Gudamendi, Chemin de / Gudamendiko Bidea
- Igara, Chemin de / Igara Bidea
- Igeldo, Place de / Igeldoko Plaza
- Itsasalde, Rue de / Itsasalde Kalea
- Lapabide / Lapabide
- Lizardia, Place / Lizardia Plaza
- Marabieta, Chemin de / Marabieta Bidea
- Murgil, Chemin de / Murgil Bidea
- Padre Orkolaga, Allée du / Aita Orkolaga Pasealekua
- Pillotegi, Chemin de / Pillotegi Bidea
- Pokopandegi, Chemin de / Pokopandegi Bidea
- Txalin, Chemin de / Txalin Bidea
- Tximistarri, Chemin de / Tximistarri Bidea